# Belerda (Jaén)
Belerda es una pedanía del municipio jiennense de Quesada, situada a 18 km de la cabecera municipal. Cuenta con 148 habitantes de acuerdo con el padrón 2018.